# Sionne (Vosges)
Sionne ist eine französische Gemeinde im Département Vosges in der Region Grand Est. Sie gehört zum Kanton Neufchâteau im Arrondissement Neufchâteau.

## Geografie
Die Gemeinde Sionne liegt an der Saônelle, sechs Kilometer nordwestlich von Neufchâteau. Sie grenzt im Norden an Seraumont, im Nordosten an Coussey, im Südosten an Frebécourt, im Süden an Mont-lès-Neufchâteau, im Südwesten an Midrevaux und im Nordwesten an Chermisey.

## Geschichte

### Internierungslager Sionne
Laut der Fondation pour la mémoire de la déportation bestand in Sionne als Annex des Internierungslagers Neufchâteau ein Centre d'accueil des Etrangers mobilisables (Aufnahmezentrum für mobilisierungsfähige Fremde). Von Oktober 1939 bis November 1940 sollen hier in einer Mühle Angehörige des Deutschen Reiches interniert worden sein. Am 7. November 1939 hätten sich 230 Internierte in dem Lager aufgehalten.

## Bevölkerungsentwicklung
| Jahr      | 1962 | 1968 | 1975 | 1982 | 1990 | 1999 | 2008 | 2020 |
| Einwohner | 156  | 151  | 128  | 145  | 148  | 124  | 138  | 145  |

## Sehenswürdigkeiten

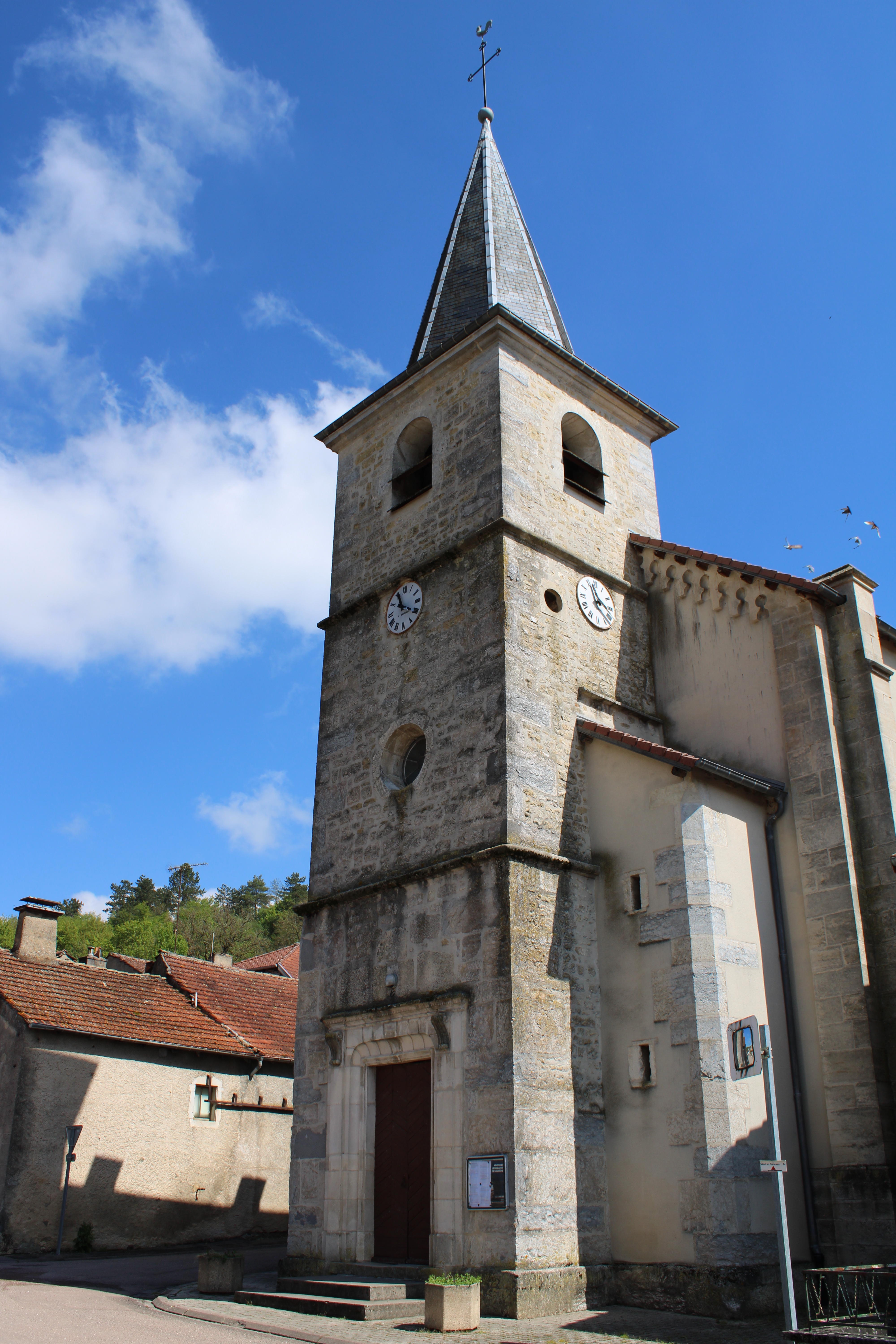
Kirche Saint-Germain
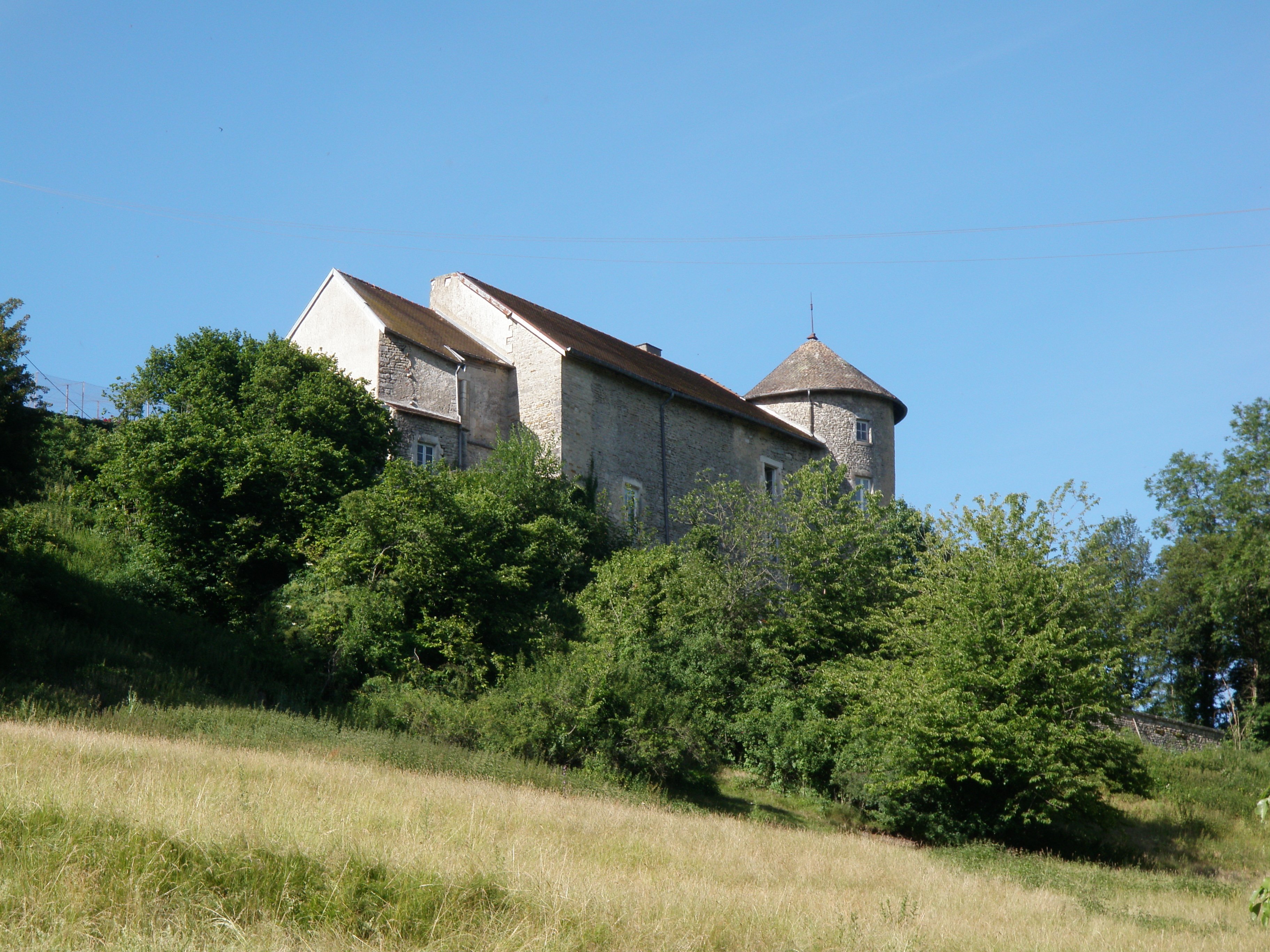
Château de Rorthey
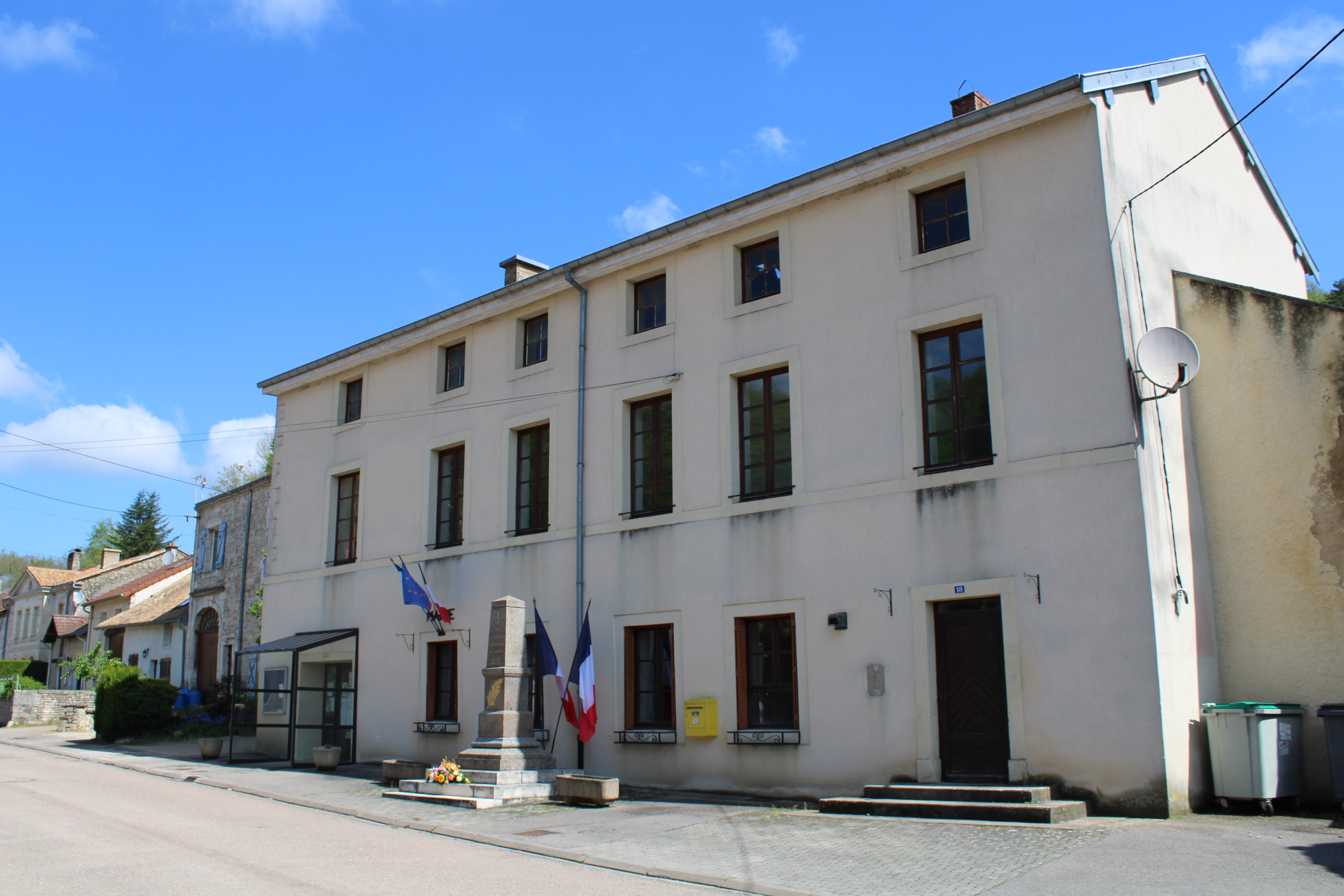
Rathaus Sionne
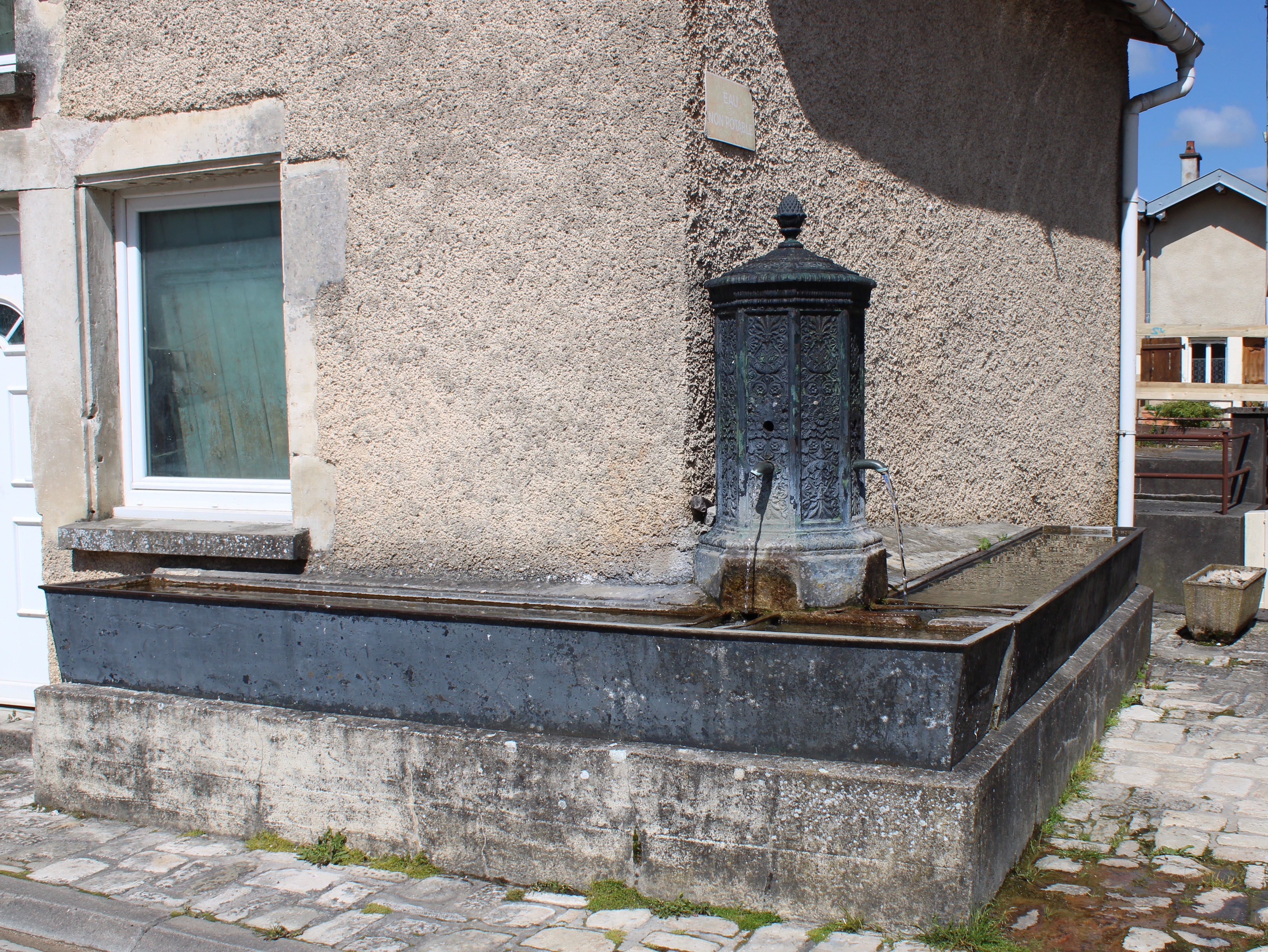
Brunnen
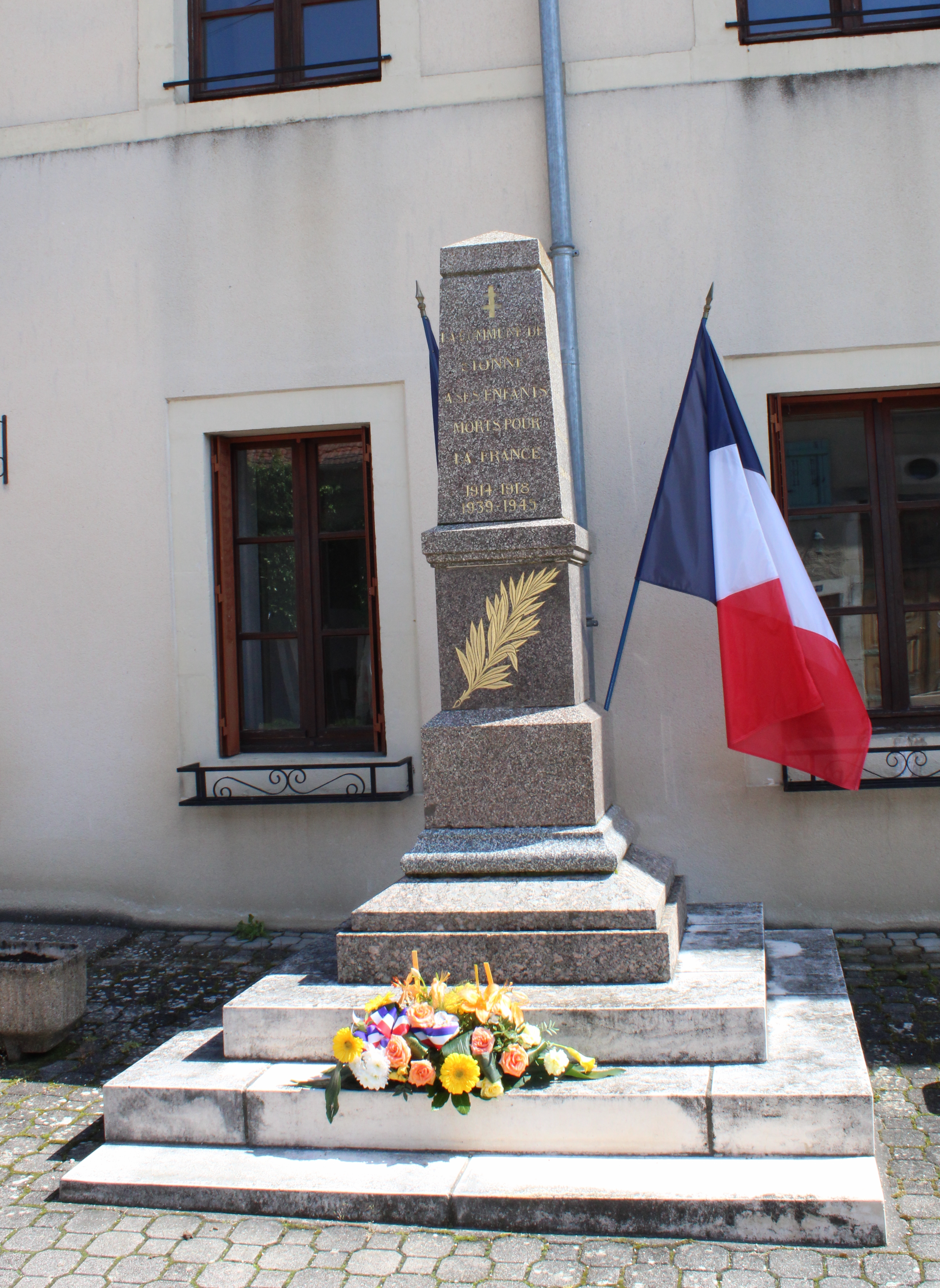
Gefallenendenkmal

- Schloss Rorthey

- Kirche Saint-Germain
- Château de Rorthey
- Rathaus Sionne
- Brunnen
- Gefallenendenkmal